# Achental (Bayern)

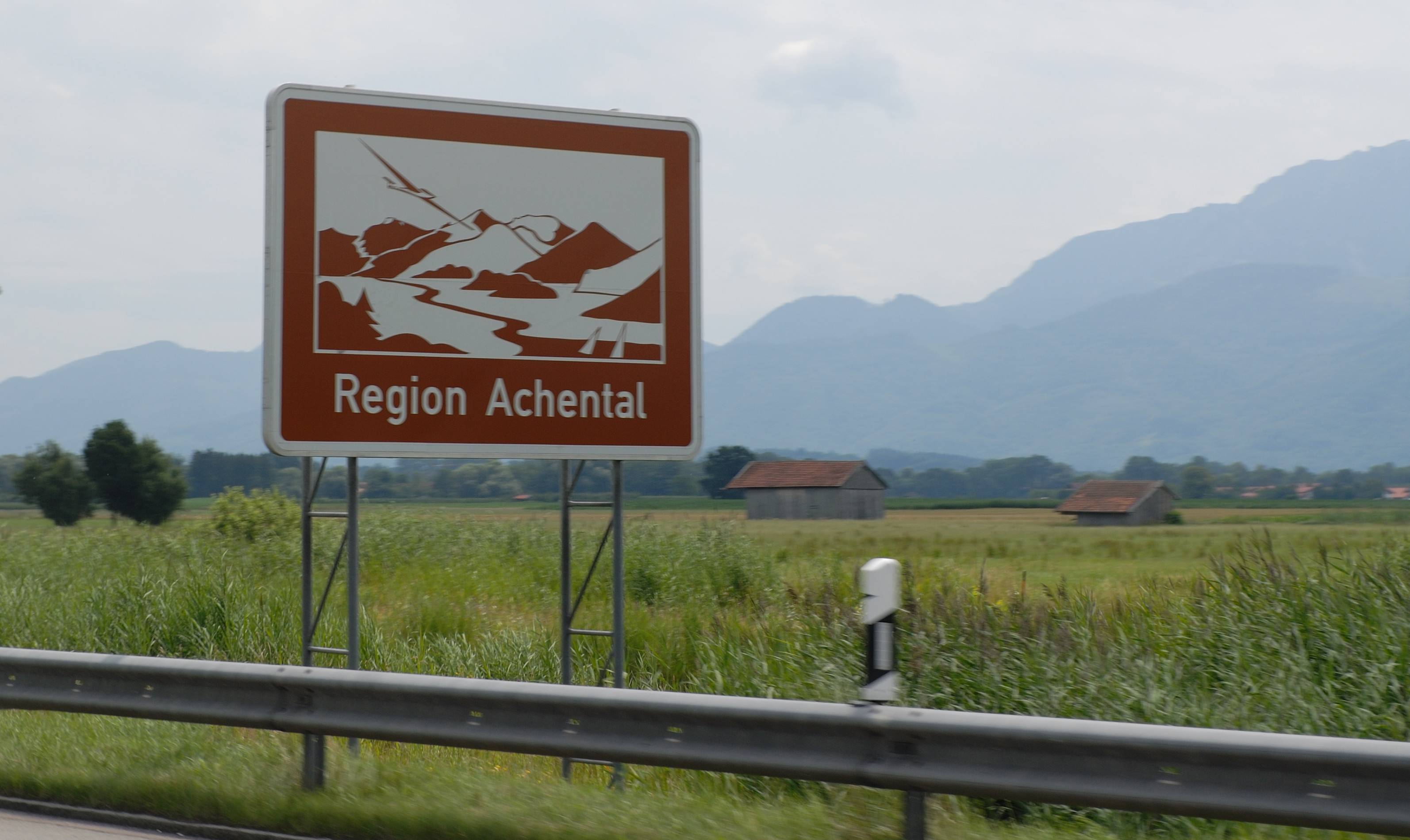
Unterrichtungstafel an der A8

Das Achental ist ein öffnendes Gebirgstal im Landkreis Traunstein (Chiemgau, Oberbayern), das von der österreichischen Grenze im Süden zum nördlich gelegenen Chiemsee führt. Durch das Tal fließt die Großache, die ab dem Grenzübertritt in Schleching auf bayerisches Gebiet Tiroler Achen heißt. Es stellt die Verlängerung des in Österreich benannten Leukentals dar, in dem die vom Quellort Pass Thurn herkommende Großache verläuft und im Achendelta zwischen Grabenstätt und Übersee in den Chiemsee mündet.
Gemeinden des Achentals sind:
- Grabenstätt
- Übersee
- Bergen
- Grassau
- Staudach-Egerndach
- Marquartstein
- Unterwössen (mit Oberwössen)
- Schleching
- Reit im Winkl zählt sich ebenfalls zu den Achentalgemeinden, obwohl es geografisch gesehen als Endausläufer des Kaiserwinkls zum Gebiet des Leukentals gehört.